# Васюганский клад
58°59′56″ с. ш. 80°30′26″ в. д.
Васюга́нский клад — клад VII века из 17 предметов, найденный в 1958 году на берегу реки Васюган близ села Староюгино Томской области.

## 
В 1958 году в Музей истории материальной культуры при Томском университете был доставлен клад бронзовых предметов с реки Васюган. Представленные вещи составляли скорее всего единый комплекс. В данной коллекции имелись антропо- и зооморфные предметы вместе с вещами поясного набора.  Предметы звериного стиля в Западной Сибири известны часто в виде случайных находок, поэтому датировка их затруднена. Части поясного набора датируются относительно точно. Так как вещи из клада составляют единый комплекс, то датируется весь клад целиком.

## Состав клада
Клад состоит из 17 предметов. В нём, кроме вещей звериного стиля, имеются медная чаша, обломки других чаш, а также части медных предметов неизвестного назначения.

### Некоторые предметы
1. Чаша круглодонная эллиптической формы, изготовлена из хрупкой золотистой бронзы, полирована снаружи и внутри. Венчик имеет утолщение по сравнению со стенками. Размеры чаши: диаметры венчика 15 и 11,8 см,глубина 4 см, толщина 2 мм; толщина стенок у дна 0,6 мм. Кроме этой чаши, в находке обнаружены три обломка от подобных чаш, один из которых был использован для погребальной маски. Для этого вдоль венчика прорезаны два небольших отверстия равные приблизительно расстоянию между зрачками глаз человека и при наложении на лицо этот обломок чаши мог образовывать маску. Находки металлических масок с прорезными отверстиями для глаз встречаются среди изделий Приуралья и Западной Сибири.
Похожие памятники: курганы Басандайки, которые относятся к началу II тысячелетия н. э. Грунтовый могильник древних ханты — Барсов городок, располагается на Барсовой горе близ Сургута, на правом берегу реки Оби (IX—X вв.). Могильник на берегу реки Малой Киргизки у Томска.
2. Фигурка медведя изготовлена техникой плоского литья в односторонней форме. Толщина литья 0,8—1 мм. На спине имеются два ушка для подвешивания.
Похожие памятники: изображение медведя из раскопок Тимирязевских курганов около Томска.
3. Профильная фигурка оленя с небольшими разветвлёнными рогами размером 5,8 × 3 см; одностороннее плоское литье. На спине ушко для подвешивания. По технике изготовления и стилю фигура оленя близка описанному медведю.
4. Гривна с медвежьими головами: имеет длину по хорде 12 см, ширина обруча с насечками 8 мм, оборотная часть вогнута по принципу пустотелого литья, лицевая часть с насечками дугообразная. Медвежьи головы изготовлены также техникой полого литья.
Похожие памятники: аналогию гривне подобного типа можно увидеть в браслете со змеиной головкой из Бродовского могильника.
5. Изображение крылатого медведя из белой бронзы, который держит в когтях за плечи человеческую фигуру. Оборотная сторона полой головы вогнута, не обработана. Крылья трактованы в виде отдельно торчащих перьев, соединённых около концов жгутом; перья украшены жемчужным орнаментом. Углубления около пальцев заполнены жемчужинами. Размер фигурки 10,4 × 11,5 см, толщина литья около 1 мм.
Похожие памятники: могильник в окрестностях Томска на берегу реки Малой Киргизки.
6. Композиция из трёх человеческих фигур с монголоидными лицами и трёхпалыми руками. В центре изображена фигура мужчины с усами; в руках у груди он держит две человеческие головы, меньшие по размерам, чем головы главных трёх фигур, вероятно, схематизированное изображение детей.
7. Элементы поясного набора представлены наконечниками ремней и петлевидной подвеской. Все они отлиты из белой бронзы. Внутренняя поверхность имеет штифты для скрепления с ремнём. По аналогии в кладах и погребениях юга Европейской части СССР части поясного набора относятся к VI—VII векам. Наконечник широкого ремня близок к наконечникам из крымского могильника Суук-Су, Мартыновского и Суджанского кладов. Наконечники удлинённой формы, обломок Т-образного наконечника, близкие к васюганским, представлены в суджанском кладе и из клада села Новая Одесса Харьковской области. Подобные Т-образные наконечники из могильника Суук-Су датируются между 600 и 650 годом. Комплексом вещей поясного набора васюганский клад может быть датирован VII веком.